# Erebunus badghysicus
Erebunus badghysicus là một loài ruồi trong họ Asilidae. Erebunus badghysicus được Lehr miêu tả năm 1987. Loài này phân bố ở vùng Cổ Bắc giới.